# مویزنیت
مویزنیت (انگلیسی: Moissanite) نامی است که به سیلیسیم کاربید و پلی مرف‌های کریستالی آن که به صورت طبیعی به رخ می‌نمایند گفته می‌شود. این ماده با فرمول شمیایی SiC یک کانی نادر است که اولین بار توسط شیمیدان فرانسوی آنری مواسان (انگلیسی: Henri Moissan) در سال ۱۸۹۳ میلادی کشف شد. سال‌ها بعد آن را به صورت مصنوعی در آزمایشگاه‌ها تولید کردند.

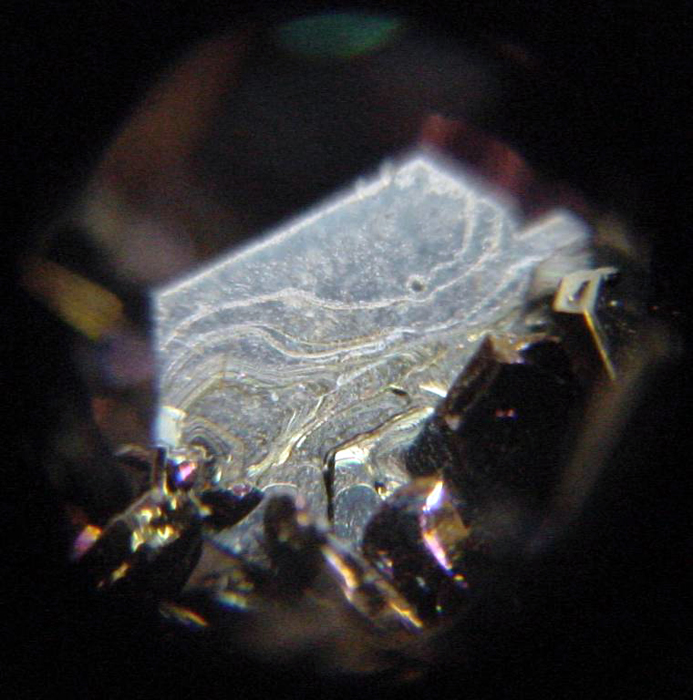
مویزنیت- بزرگنمایی 14 برابر

## پیشینه
کانی مویزنیت هنگامی که آنری مواسان در سال ۱۸۹۳ در حال آزمایش نمونه‌های سنگ در گودال حاصل از برخورد شهاب در ژرف‌دره دیابلو واقع در آریزونا، بود کشف شد. در ابتدا او به اشتباه کریستال‌ها را الماس فرض کرد، ولی در سال ۱۹۰۴ آن‌ها را کاربید سیلیکون تشخیص داد. بعدها فرم کانی کاربید سیلیکون به افتخار مواسان، مویزنیت نامگذاری گردید. کشفیات شهاب‌سنگ دره دیابلو و دیگر نقاط مدت‌های زیادی به عنوان آلودگی کربوراندوم (انگلیسی: carborundum) ناشی از ابزارهای سایش به چالش کشیده شد.

## رخداد زمین شناختی
تا دهه ۱۹۵۰ منشاء دیگری غیر از سنگ‌های آسمانی مشاهده نشد. بعدها مویزنیت به صورت ناخالصی در کیمبرلیت (انگلیسی: kimberlite) در یک معدن الماس واقع در جمهوری یاقوتستان در سال ۱۹۵۹ و در سازند گرین ریور (انگلیسی: Green river Formation) واقع در وایومینگ (انگلیسی: Wyoming)در سال ۱۹۵۸ پیدا شد. وجود مویزنیت در طبیعت حتی در سال ۱۹۸۶ توسط چارلز میلتون زمین‌شناس آمریکایی مورد سؤال قرار گرفت. مویزنیت در فرم طبیعی خودش بسیار نادر است. آن فقط در اماکن محدودی از گوشته بالایی (انگلیسی: upper mantle) تا سنگ‌های آسمانی کشف شده‌است. کشفیات نشان می‌دهند که مویزنیت به صورت طبیعی به عنوان ناخالصی در الماسها، زنولیت‌هاو سنگ‌های اولترامافیک (انگلیسی: ultramafic) مانند کیمبرلیت و لمپوریت رخ می‌نماید.

## شهاب‌سنگ
آنالیز دانه‌های کاربید سیلیسیم یافته شده در شهابسنگ کندریتی کربنی مورچیسون (انگلیسی: Murchison) نسبتهای ناهمگون ایزوتوپی کربن و سیلیسیم را در آن‌ها آشکار کرد که بیانگر منشاء بیرون از منظومه شمسی آن است. ۹۹٪ این دانه‌های کاربید سیلیسیم در اطراف ستاره‌های غول سرخ غنی از کربن به تشکیل شده‌اند. آنگونه که از طیف مادون قرمز این ستاره‌ها مشخص است، کاربید سیلیسیم معمولاً در اطراف آن‌ها یافت می‌شود.

## سرچشمه‌ها
از آنجا که مواد طبیعی امروزه بسیار نادر است، تمام کاربرد کاربید سیلیسیم به صورت مصنوعی است. کاربید سیلیسیم مصنوعی اولین بار توسط یاکوب برسلیوس ساخته شد، وی بیشتر بخاطر کشف سیلیسیم معروف است. سال‌ها بعد ادوارد گودریچ آچسون کانی‌های پایداری را تولید کرد که می‌توانستند به عنوان ماده ساینده و برنده جانشین الماس شوند. مویزنیت یکی از سخت‌ترین ماده‌های شناخته شده است، با سختی کمتر از الماس و قابل مقایسه با نیترید بور مکعبی و بور.
مویزنیت خالص مصنوعی می‌توانداز تجزیه حرارتی پلی‌مر پری‌سرامیک بدون نیاز به ماتریکس پیوند دهنده به وجود آید.

## ویژگیهای فیزیکی
ساختار کریستالی توسط پیوند کووالانسی قوی شبیه الماس کنار هم قرار گرفته‌اند که باعث می‌شود مویزنیت بتواند تا فشار ۵۲٫۱ گیگا پاسکال را تحمل کند. رنگ‌ها محدوده گسترده ای دارند و در محدوده I-J-K از معیار رتبه بندی رنگ الماس قرار می‌گیرند.

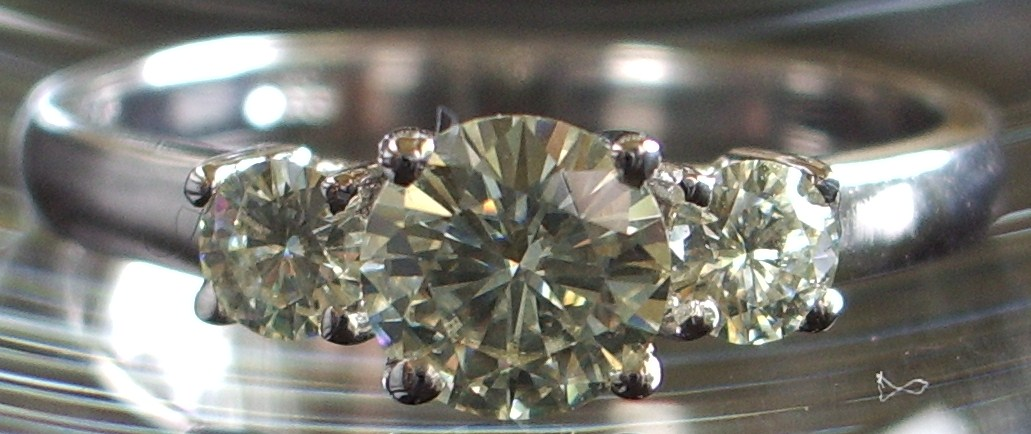
مویزنیت مصنوعی- کار شده روی حلقه نامزدی

## کاربردها
موزینت در سال ۱۹۹۸ به بازار جواهر معرفی شد و به‌عنوان جایگزینی برای الماس که بعضی از ویژگی‌های نورشناسی آن به الماس هم غلبه می‌کرد مورد توجه قرار گرفت. قیمت کمتر و سهولت استخراج آن در مقایسه با الماس آن را تبدیل به جایگزینی محبوب برای الماس کرد. رسانندگی گرمایی مشابه مویزنیت و الماس آن را به هدف محبوبی برای کلاهبرداران تبدیل کرده‌است، با اینحال رسانندگی الکتریکی بالاتر و انکسار دوگانه مویزنیت می‌تواند هشداری برای خریدار باشد. بعلاوه مویزنیت خاصیت گرماتابی (به انگلیسی: Thermoluminescence) از خود نشان می‌دهد، حرارت دادن تدریجی آن باعث تغییر رنگ در حدود ۱۵۰ درجه فارنهایت می‌شود. این تغییر رنگ می‌تواند روش تشخیص مویزنیت از الماس باشد هرچند که انکسار دوگانه و رسانندگی الکتریکی تفاوت‌های تشخیصی کاربردی تری هستند. عدد سختی موس مویزنیت ۹٫۵ و عدد الماس ۱۰ است. در بسیاری از کشوهای توسعه یافته‌استفاده از مویزنیت در جواهرسازی انحصاری شده‌است. این امتیازها برای آمریکا در سال ۲۰۱۵ و بقیه کشورها در سال ۲۰۱۶ منقضی می‌شود. گوهر موزنیت اغلب تحت نام تجاری برزلیان (به انگلیسی: Berzelian) خرید و فروش می‌شود، بجهت ارجاع به کارهای برسلیوس روی SiC.
بخاطر سختی بالا موزینیت را می‌توان در آزمایش‌های فشار بالا مانند سندان الماس بجای الماس بکار برد. از آنجا که الماس‌های بزرگ معمولاً خیلی گران هستند، در آزمایش‌های که نیاز به سندان بزرگتر دارد معمولاً از مویزنیت مصنوعی استفاده می‌شود. مویزنیت مصنوعی همچنین بخاطر رسانندگی گرمایی مشابه الماس مورد علاقه الکترونیک و کاربردهای حرارتی است.